# Kostas Gousgounis
Kostas Gousgounis (griechisch Κώστας Γκουσγκούνης; * 21. März 1931 in Larisa; † 6. Mai 2022 in Athen) war ein  griechischer Pornodarsteller der 1970er Jahre und Schauspieler. 
Nachdem er sich Mitte der 1980er Jahre aus dem Geschäft zurückgezogen hatte, feierte er 1996 in dem Film Radio Mosha des griechischen Regisseurs Nicholas Triandaphyllidis ein Comeback. Außerdem gab er einen Gastauftritt in der beliebten griechischen Fernsehserie Tis Ellados ta paidia (Griechische Jungs).